# Georges Pariset
Georges Pariset, född 1865, död 1927, var en fransk historiker.
Pariset blev professor i Nancy 1891 och i Strasbourg 1919. Bland hans verk märks L'état et les églises en Prusse sous Frédéric-Guillaume 1:er (1897), La réforme en Allemange au XVI siècle (1893), L'état et les églises en France (1907), samt La convention, le directoire, le consulat et l'empire (i Histoire de France contemporaine, utgiven av Ernest Lavisse 1922–1923).